# Madhuca ridleyi
Espèce
Statut de conservation UICN

 VUB1+2a : Vulnérable
Classification phylogénétique
Madhuca ridleyi est une espèce de plantes à fleurs de la famille des Sapotaceae. C'est un grand arbre de canopée endémique à la Malaisie péninsulaire.

## Répartition
Endémique aux forêts primaires et secondaire, sur sol calcaire, entre 150 et 400 mètres d'altitude dans les états de Perlis, Kedah, Perak, Kelantan et Pahang. il peut pousser aussi dans les zones temporairement inondées.

## Conservation
Espèce préservée dans des réserves forestières.